# 北洋海军提督署
北洋海军提督署，旧称海军公所、水师衙门，位于山东省威海市环翠区刘公岛，是清朝北洋水师提督署，为全国重点文物保护单位“刘公岛甲午战争纪念地”之一。现隶属中国甲午战争博物馆。

## 简介
“海军公所”位于威海城区东部，刘公岛南部偏西，曾是北洋海军提督、总兵、副将、参将议事办公场所。清朝光绪九年（1883年），清廷创办北洋海军，将大连湾、旅顺口、威海卫、胶州湾辟为屯泊口岸，以威海卫刘公岛为基地。这座提督署即威海行营，于1888年（光绪十四年）兴建，占地面积近1万平方米，为古典宫廷式建筑。
提督署门上原挂有李鸿章甲午年五月（1894年）为该提督署题写的“海军公所”横匾。甲午战争清朝战败后，李鸿章代表清政府同日本签订《马关条约》，中国赔偿日本军费2.3亿两白银，另加所剩的北洋海军舰艇，共计3亿多两白银。日军特地从提督署摘下了李鸿章题写的“海军公所”横匾，作为战利品放在东京靖国神社。1906年6月1日，中国留日学生向岩在给父亲的家书中写道，靖国神社内“藏甲午之役所夺于中国之物最多。并有‘海军公所’四字之匾额，系李鸿章手题者。”如今提督署门上的“海军公所”横匾为改革开放后重新制作的

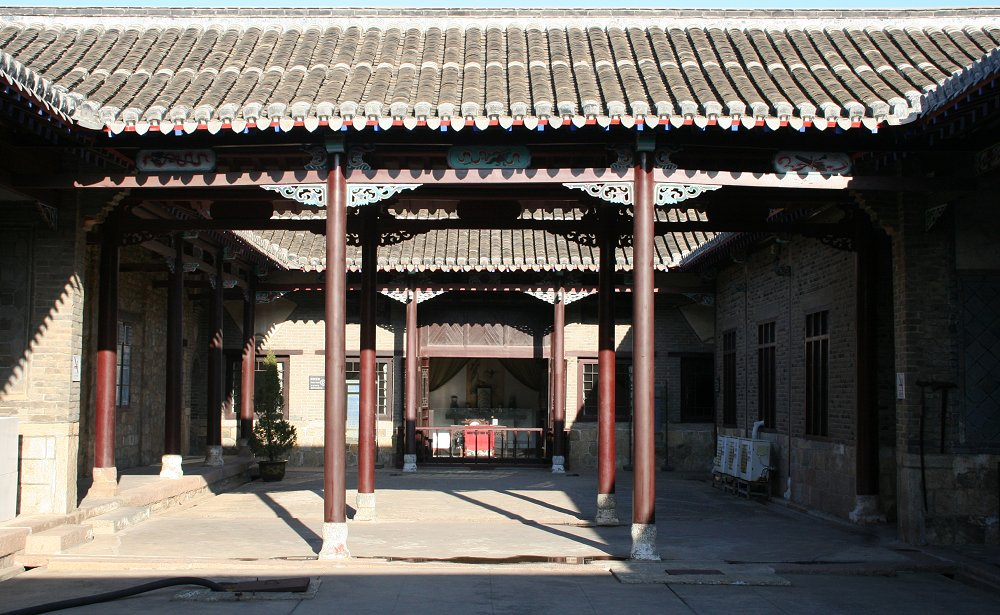
北洋海军提督署

中华人民共和国成立后，北洋海军提督署归中国人民解放军海军使用，1978年至1984年大修。1985年，威海市北洋海军提督署文物管理所（中国甲午战争博物馆的前身）成立，北洋海军提督署对外开放。此后提督署内的展览多次改造。2010年起，刘公岛管理委员会先后投资1200万元人民币，对北洋海军提督署开展原貌复原，陈列仿制古典家具300件、历史塑像18尊、文物200多件，瓷器、字画、楹联、枪械等辅助展品1500多件。2014年7月25日中日甲午战争爆发120周年纪念日，经过这第三次较大规模展陈改造的北洋海军提督署重新开馆。
1977年12月23日，“北洋水师提督署”被列为山东省文物保护单位，是古建筑及历史纪念建筑物。1988年1月13日，“北洋海军提督署”作为“刘公岛甲午战争纪念地”之一被中华人民共和国国务院公布为第三批全国重点文物保护单位。2000年6月，刘公岛甲午战争纪念地被列为山东省历史优秀建筑。2000年9月，山东省人民政府公布了刘公岛甲午战争纪念地的保护范围和保护内容（其中北洋海军提督署、威海水师学堂内包含部分稍晚增建的英式建筑），包括刘公岛、威海湾南北两岸及日岛的北洋海军和甲午战争纪念建筑物及遗址。2000年10月26日，山东省第九届人民代表大会常务委员会第十七次会议通过并公布施行了《山东省刘公岛甲午战争纪念地保护管理规定》。

## 展览

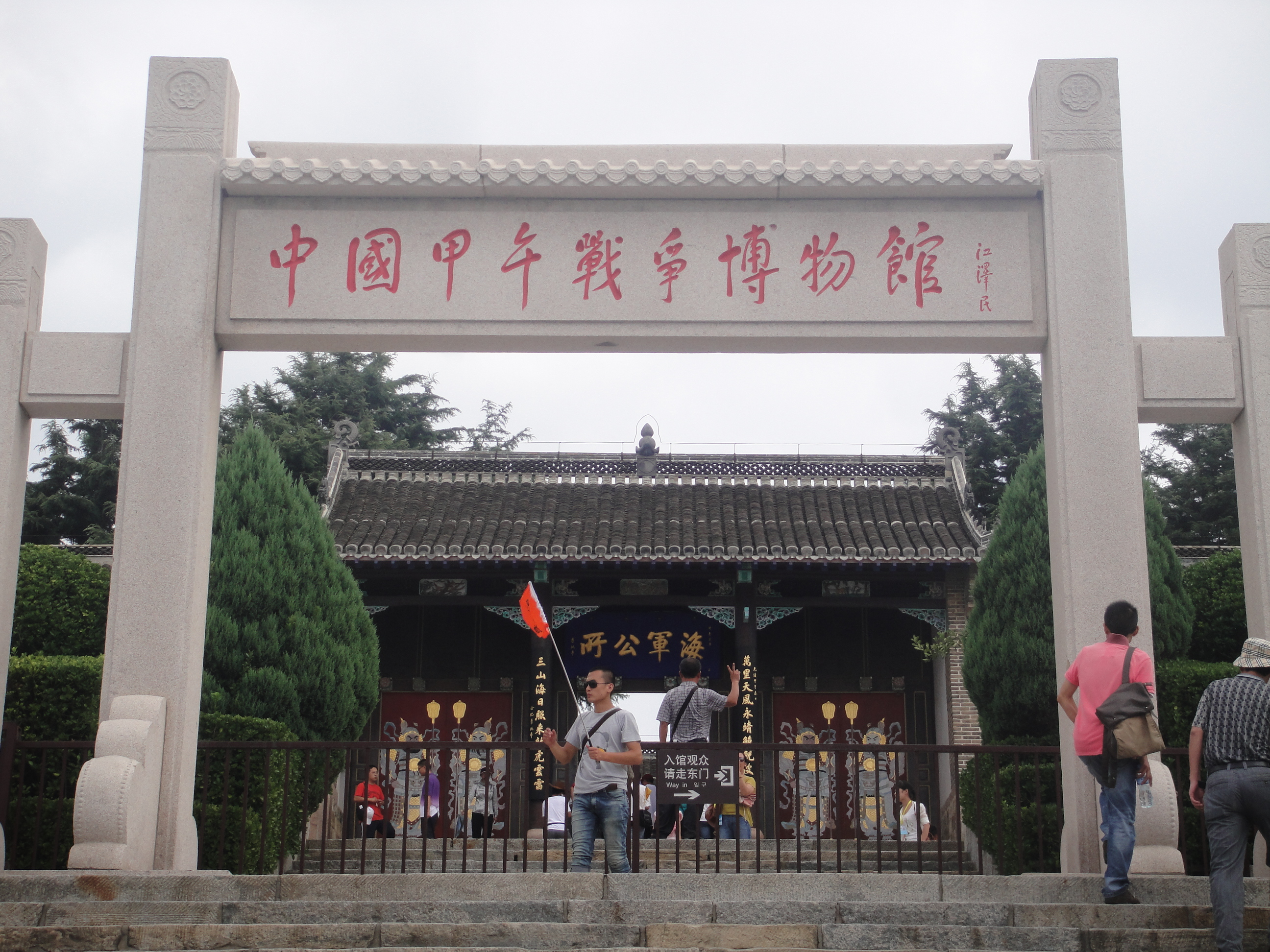
北洋海军提督署门前的中国甲午战争博物馆牌坊

北洋海军提督署是清代砖木举架结构建筑，整体建筑依中轴线分为前、中、后三进院落，每进有中厅、东西侧厅及东西厢房。前、中、后院的中厅分别是礼仪厅、议事厅、祭祀厅。各厅厢院落都有廊庑连接。2014年重新开放后，北洋海军提督署原状复原陈列涉及北洋海提督署内前、中、后三进院落，有中厅、东西侧厅、东西厢房及大门西倒厅等共16个厅室，恢复了提督署的历史风貌。各厅室内陈设着和官兵职衔、职责对应的军服、军帽、望远镜、扣挂式牛皮腰带等物品。
北洋海军提督署大门上方悬挂李鸿章题写的“海军公所”匾额，为复制品。两侧边门分别绘有秦琼、尉迟敬德像，描金点漆。大门外东西两侧各有乐亭一座，用于庆典、迎宾时鸣金奏乐。乐亭前面有东西辕门，样式和牌楼类似。门前广场对称立有旗杆两根。西辕门以西20米处，有了望楼一座，两层，可了望港内舰船活动。
在议事厅内，有丁汝昌等北洋海军高级军官的蜡像，围坐在长桌两旁。厅内的灯、壁炉也都参照当年的样式仿制。这组蜡像展现的是1891年初，北洋海军高级将领们为迎接李鸿章检阅北洋海军而在讨论方案。
议事厅的东侧厅是提督公事房，即丁汝昌的办公室，陈列有清式红木桌椅、红木雕花麒麟图案屏风、欧式地球仪、座钟、书画等。
在提督署第三进院的中厅，供奉着妈祖神位，妈祖塑像两旁有北洋海军军舰模型。北洋海军中不少人来自福建和广州，信奉妈祖。
院内东南角有演武厅一座，建筑融合中西风格，厅内有挑檐式舞台一座。1891年直隶总督兼北洋大臣李鸿章来威海巡阅北洋海军，曾在这里观礼，并在厅前检阅舰队操演。